# Hospital de Villarrica
El Hospital de Villarrica fue un recinto hospitalario de atención cerrada y de mediana complejidad, ubicado en la ilustre municipalidad de Villarrica. Fue inaugurado en el año 1965 en la calle San Martín 460. Fue clausurado el año 2023, debido a la transferencia al Nuevo Hospital de Villarrica. Depende del Servicio de Salud Araucanía Sur (SSAS). Su acreditación venció el 27 de febrero de 2021, lo que significaba que se encontraba acreditado, por lo que había obtenido un sello que certifica que los servicios que en él se prestan cumplen las normativas de calidad y seguridad definidas por la Superintendencia de Salud de Chile.

## Especialidades
La totalidad de servicios disponibles en este establecimiento es de 18 áreas, se reparten entre:
- Cardiología
- Cirugía
- Dermatología
- Diagnóstico por Imagen
- Gastroenterología
- Ginecología
- Infectología
- Medicina familiar
- Medicina interna
- Neonatología
- Neurología
- Oftalmología
- Otorrinolaringología
- Pediatría
- Psiquiatría
- Traumatología
- Urgencias
- Urología